# Casa de la Memoria de los Derechos Humanos de Valdivia
La Casa de la Memoria de los Derechos Humanos de Valdivia fue un lugar utilizado durante la Dictadura militar de Augusto Pinochet como base de operaciones y centro clandestino de detención y tortura. 
Desde el 2008 es utilizada como lugar de denuncia, promoción y difusión de los Derechos Humanos y declarada Monumento Histórico el año 2017 por medio del decreto Nº0120. Actualmente se encuentra administrada por la Agrupación de Familiares de Detenidos Desaparecidos y Ejecutados Políticos de Valdivia y corresponde a la sede del organismo en la Región de Los Ríos.
La Casa pasa a ser utilizada por la Corporación de la Reforma Agraria (CORA) en 1972 durante el gobierno de Salvador Allende como sede regional. Posteriormente, luego del Golpe de Estado, quedó en posesión del Ejército siendo ocupada por la Dirección de Inteligencia Nacional (DINA), posteriormente Central Nacional de Informaciones (CNI), desde 1978 hasta fines de los años 80. 

## Historia

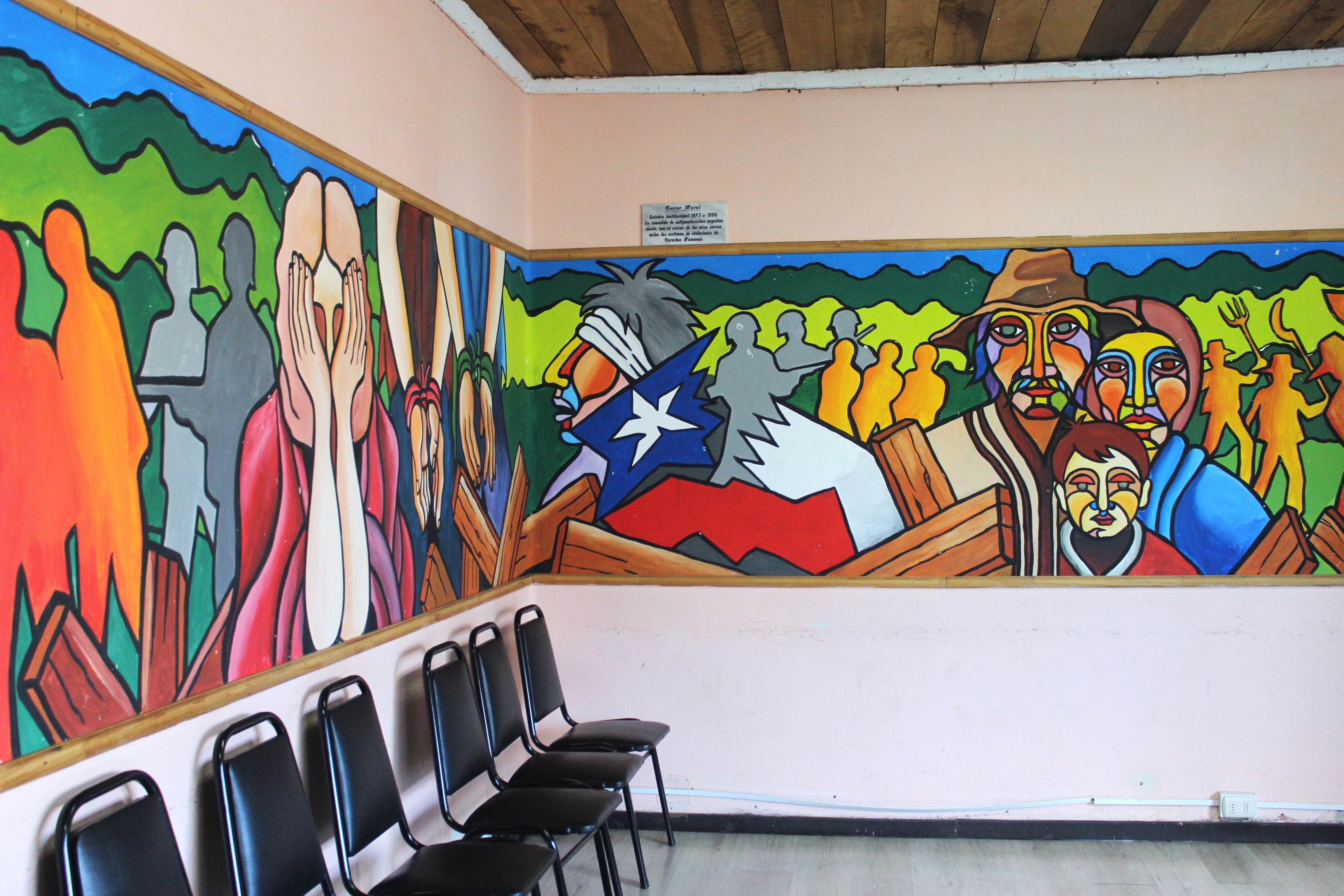
Parte del Mural “La Familia” realizado por la Brigada Estrella Roja en la Casa de la Memoria de los DD.HH. de Valdivia en 2018.

Según un trabajo modelado de humedales en la ciudad de Valdivia, se evidenció que el espacio que hoy ocupa la Casa de la Memoria, en el casco histórico de la ciudad, correspondía a una gran explanada descrita por los cronistas de la corona Española utilizada por las poblaciones locales huilliches como centro ceremonial y para el juego de palín.
El predio donde se construye este inmueble fue adquirido por Heriberto Weiss Döring en 1943. Desde aquel año la casa fue ocupada por descendientes de la familia Weiss y eventualmente por un primo, quien no pudo seguir pagando la hipoteca y decidió vender la propiedad a la Corporación de Reforma Agraria en 1972. 
La Casa pasa a ser utilizada por la Corporación de la Reforma Agraria (CORA) en 1972 durante el gobierno de Salvador Allende como sede regional. Posteriormente, luego del golpe de Estado, quedó en posesión del Ejército siendo ocupada por la Dirección de Inteligencia Nacional (DINA) desde 1976 y a partir de 1977 por la Central Nacional de Informaciones (CNI) hasta fines de los años 80.

## Centro de detención y tortura
El inmueble cuenta con dos pisos y un subterráneo. El primer piso funcionaba como sector de vigilancia, mientras que el segundo piso contaba con un altillo que se utilizó como oficina administrativa y un balcón. Finalmente, el sector del subterráneo contaba con celdas y salas de torturas para los prisioneros de la región que eran trasladados al lugar, donde se perpetraron crímenes de lesa humanidad en "la celda de inmersión o submarino, la celda de gotera, las maquinarias de las calderas y las celdas de hombres y mujeres".

Fue particularmente importante para la represión de participantes del Movimiento de Izquierda Revolucionaria (MIR) de la Operación Retorno y la Guerrilla de Neltume, que buscaba derrocar a la dictadura. De la misma forma, albergó a cerca de veinte detenidos en el contexto de la arremetida contra el Partido Comunista (PC) luego del atentado contra Augusto Pinochet.  

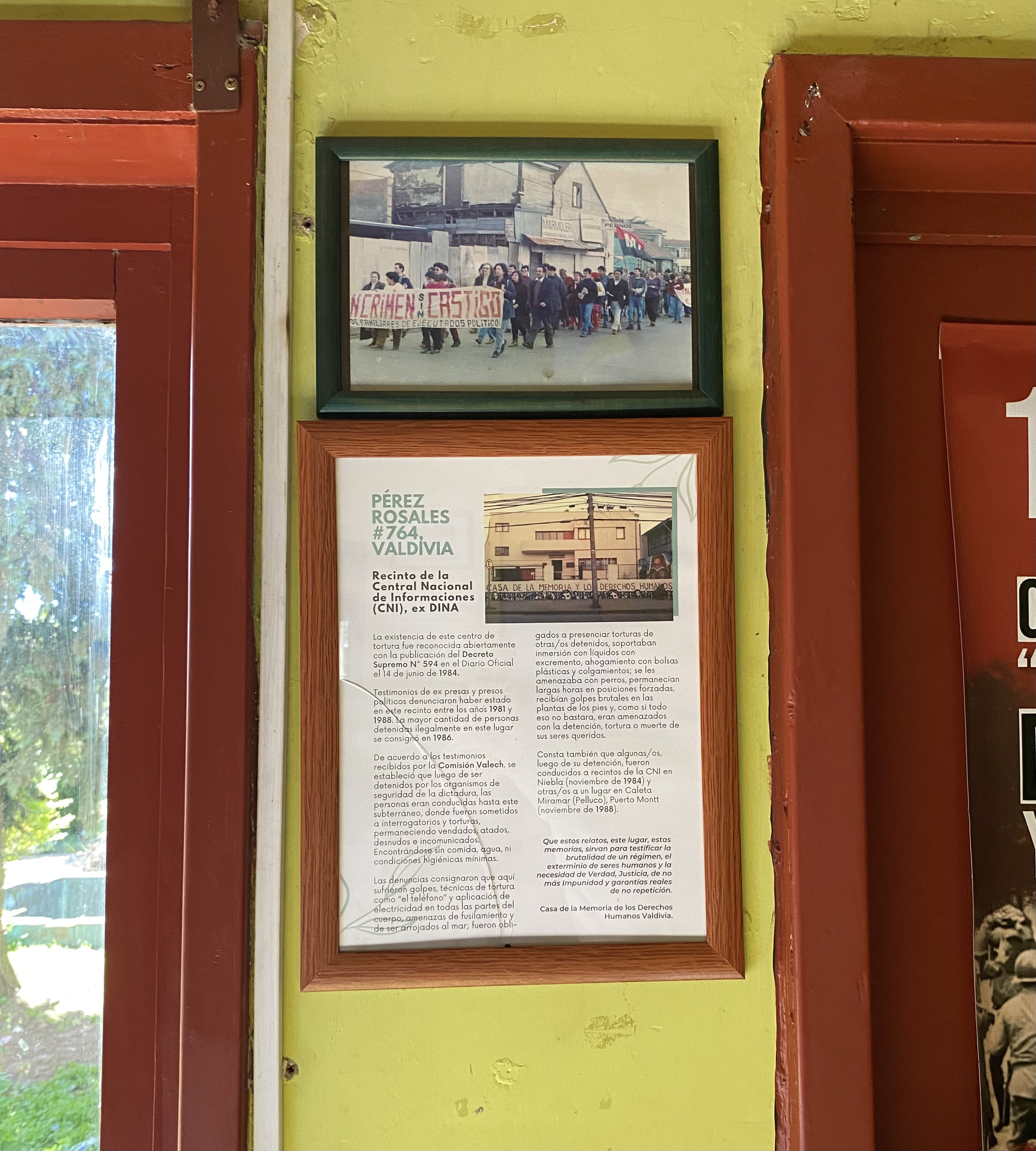
Fotografías e información en las paredes del recinto.

## Monumento Nacional
En septiembre de 2017 se publicó oficialmente la declaratoria monumental de la Casa de la Memoria en la cual se reconocen valores y atributos del inmueble, tanto por su arquitectura como también por el trasfondo socio-histórico vinculado a este recinto durante la dictadura cívico-militar en nuestro país.
En el decreto 120 del Ministerio de Educación, entre los valores reconocidos de la Casa de la Memoria como Monumento Histórico, afirman que es testimonio de la historia reciente del país y de la memoria de las víctimas de la represión como política de Estado. Su preservación constituye una contribución a la educación en la promoción de los Derechos Humanos del conjunto de la sociedad y un reconocimiento público a las víctimas de violaciones a los derechos humanos en la región. Además, los atributos descritos y definidos del inmueble como monumento incluyen su composición y ritmo de vanos de la fachada y el color ocre característico, la maquinaria de las calderas, la piscina del patio trasero, las salas del altillo del segundo piso y la sala de vigilancia del primer piso.
Esta declaratoria de la Casa de la Memoria de Valdivia, proporcionó a la agrupación y a la ciudadanía de la región de Los Ríos una clara evidencia y reconocimiento de los hechos ocurridos durante el golpe cívico-militar de la historia reciente en Chile. 